# Max Blondat

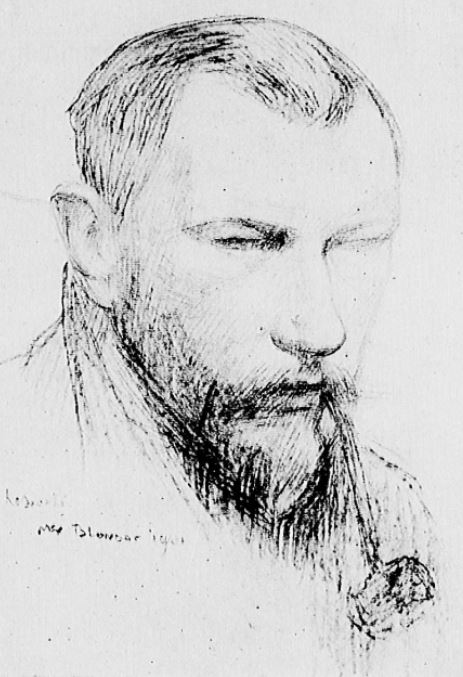
Max Blondat

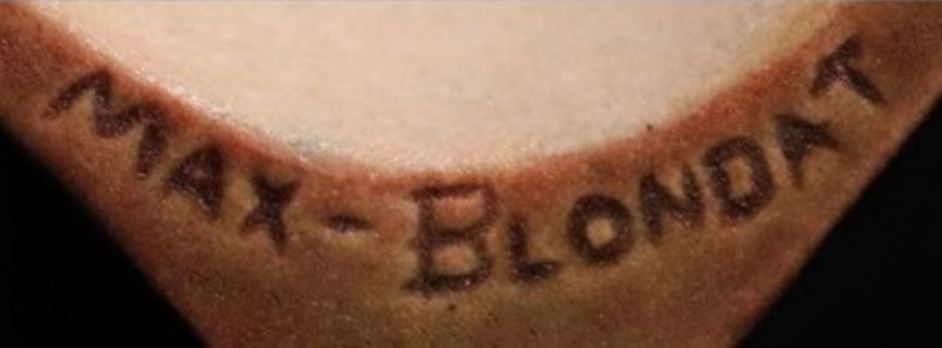
Signatur Max Blondat

Maximilien  Blondat (* 3. September 1872 in Crain, Département Yonne; † 17. November 1925 in Paris) war ein französischer Bildhauer des Jugendstils und des Art déco.

## Leben
Max Blondat war der  Sohn des Küfermeisters Alexandre Blondat (bei der Geburt seines Sohnes 29 Jahre alt), und dessen Ehefrau Philippine Lazarine Henry (23 Jahre alt bei der Geburt ihres Sohnes). Blondat studierte ab 1889 an der École Germain Pilon und ab 1892 an der École des beaux-arts de Paris, wo er seine ersten Werke mit dem mütterlichen Nachnamen Henry signierte. Er war Schüler von Mathurin Moreau und Charles Valton.
1906 war Blondat einer der Gründungsmitglieder der Société des arts décoratifs français. Er wurde 1914 mobilisiert und diente im Ersten Weltkrieg im Service du camouflage, dem „Tarnservice“ der französischen Armee; einer Künstlergruppe mit dem Namen Les Caméléons (deutsch die Chamäleons). Ab 1919 leitete er die Kunstschule in Dijon. Er gehörte auch der von dem Éditeur d’art (Kunstverleger) und Bildgießer Arthur Goldscheider in den frühen 1920er Jahren gegründeten Künstlergruppe La Stèle an, deren Arbeiten Goldscheider 1925 auf der Pariser Exposition internationale des Arts Décoratifs et industriels modernes ausstellte.
Am 4. November 1918 heiratete Blondat in Paris Georgette Giraud. Dieser Verbindung entstammten drei Töchter.  Am 17. November 1925 verstarb Blondat an einer Sepsis. Er wurde in Crain zur letzten Ruhe gelegt.

## Werke (Auswahl)
In Blondats bekanntestem Werk La Fontaine aux Grenouilles (Froschbrunnen) oder Fontaine de jeunesse (Jungbrunnen) sitzen drei Kinder auf einem Felsen und beobachten mit großem Vergnügen das Spiel dreier Frösche. Von diesem Werk wurden einige Reproduktionen oder Variationen angefertigt, die öffentliche Plätze und Gärten schmücken, so der
- Märchenbrunnen im Hofgarten von Düsseldorf, in Bronze[5]
- Märchenbrunnen oder auch Jugendbrunnen in Wollishofen, Zürich, in Bronze, 1905[6]
- La Fontaine aux Grenouilles am Place Darcy in Dijon, in Bronze[2]
- Діти і жабеня (Kinder und Kröte) auf dem Theaterplatz in Odessa, in Marmor[7]
- Children’s Fountain (Kinderbrunnen) oder Dusseldorf Fountain (Düsseldorf-Brunnen) im City Park von Denver, Colorado, in Marmor und Bronze, 1913[8]

Versionen der Fontaine aux Grenouilles / Fontaine de jeunesse
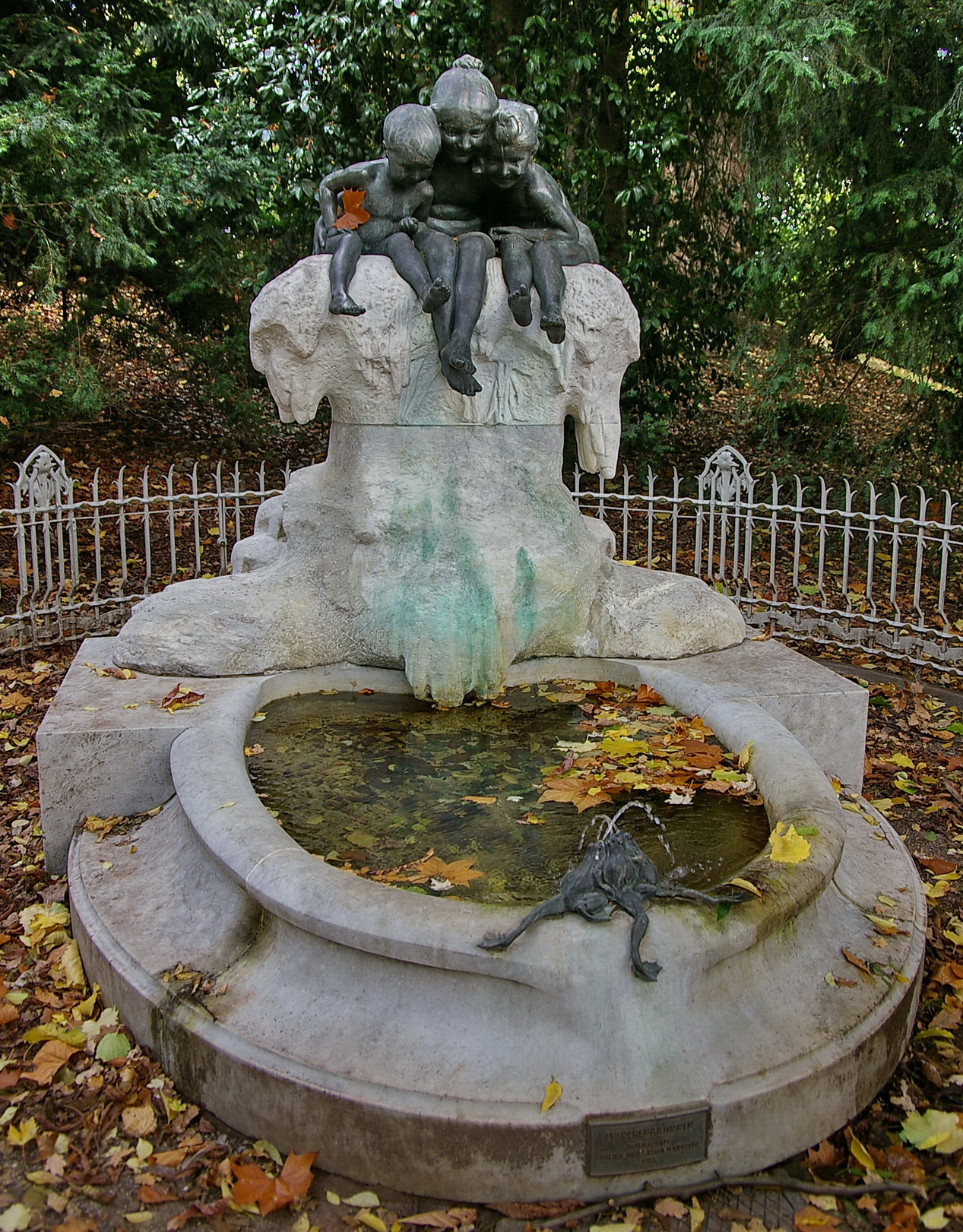
Märchenbrunnen, Düsseldorf
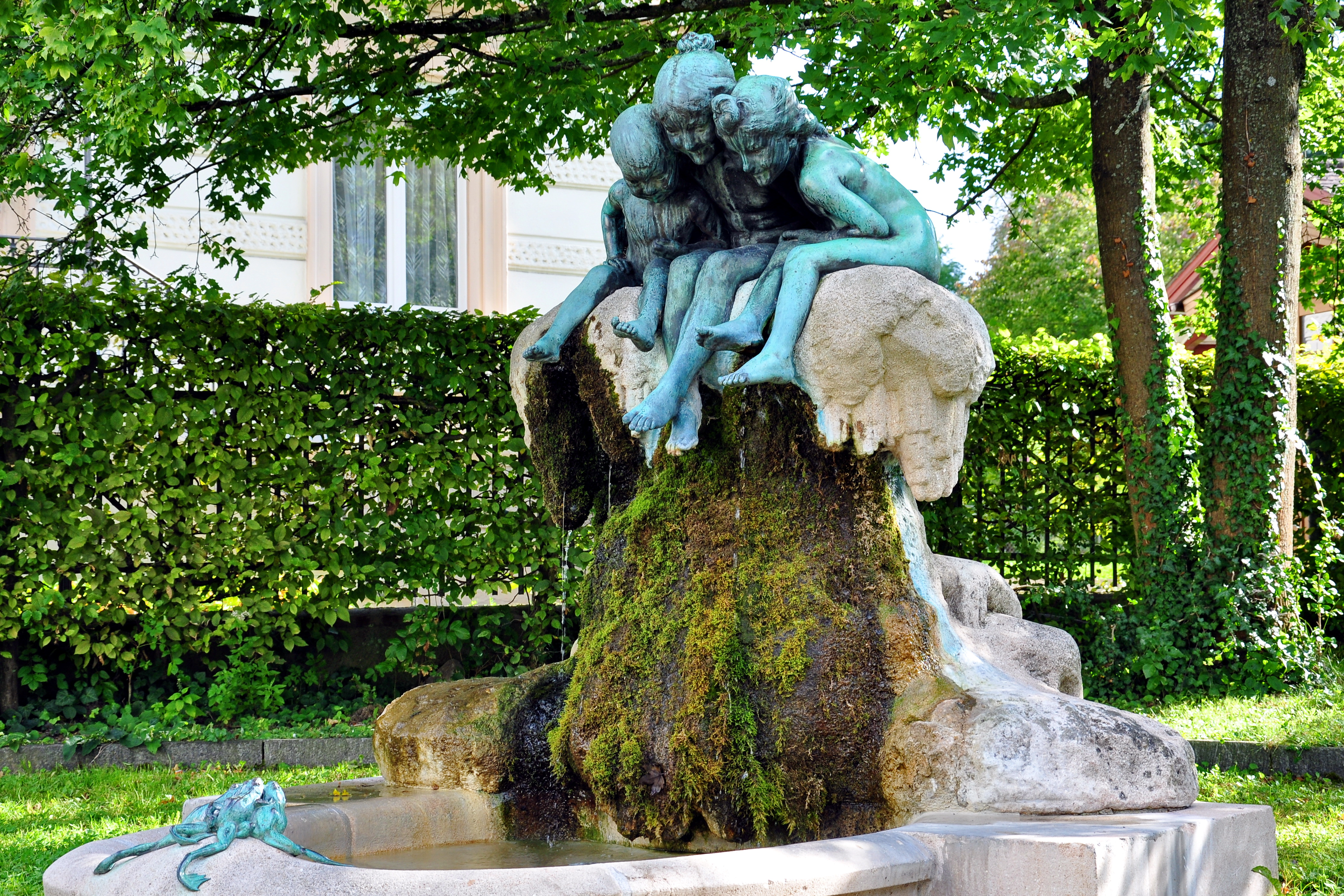
Jugendbrunnen, Zürich-Wollishofen
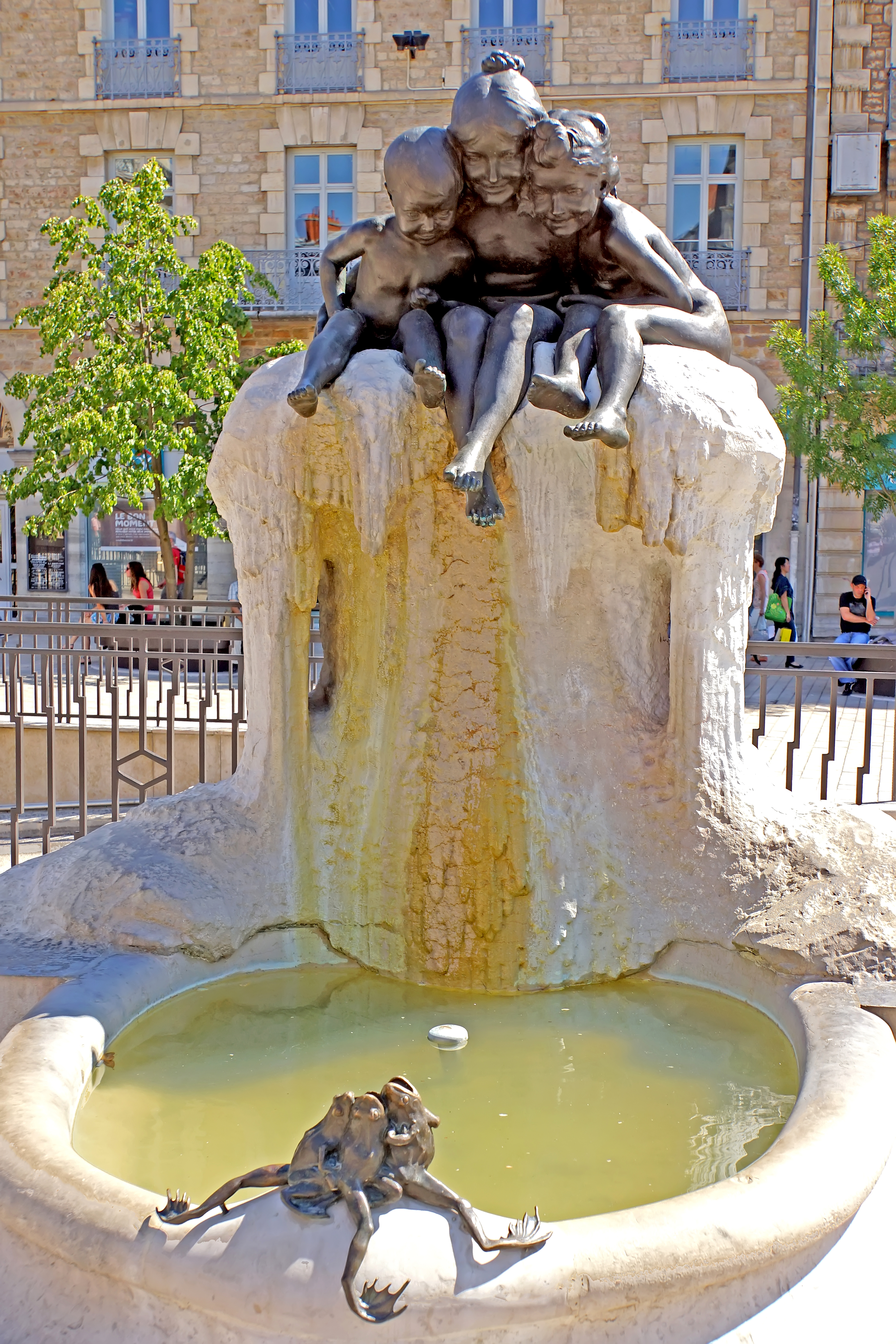
La Fontaine aux Grenouilles, Dijon
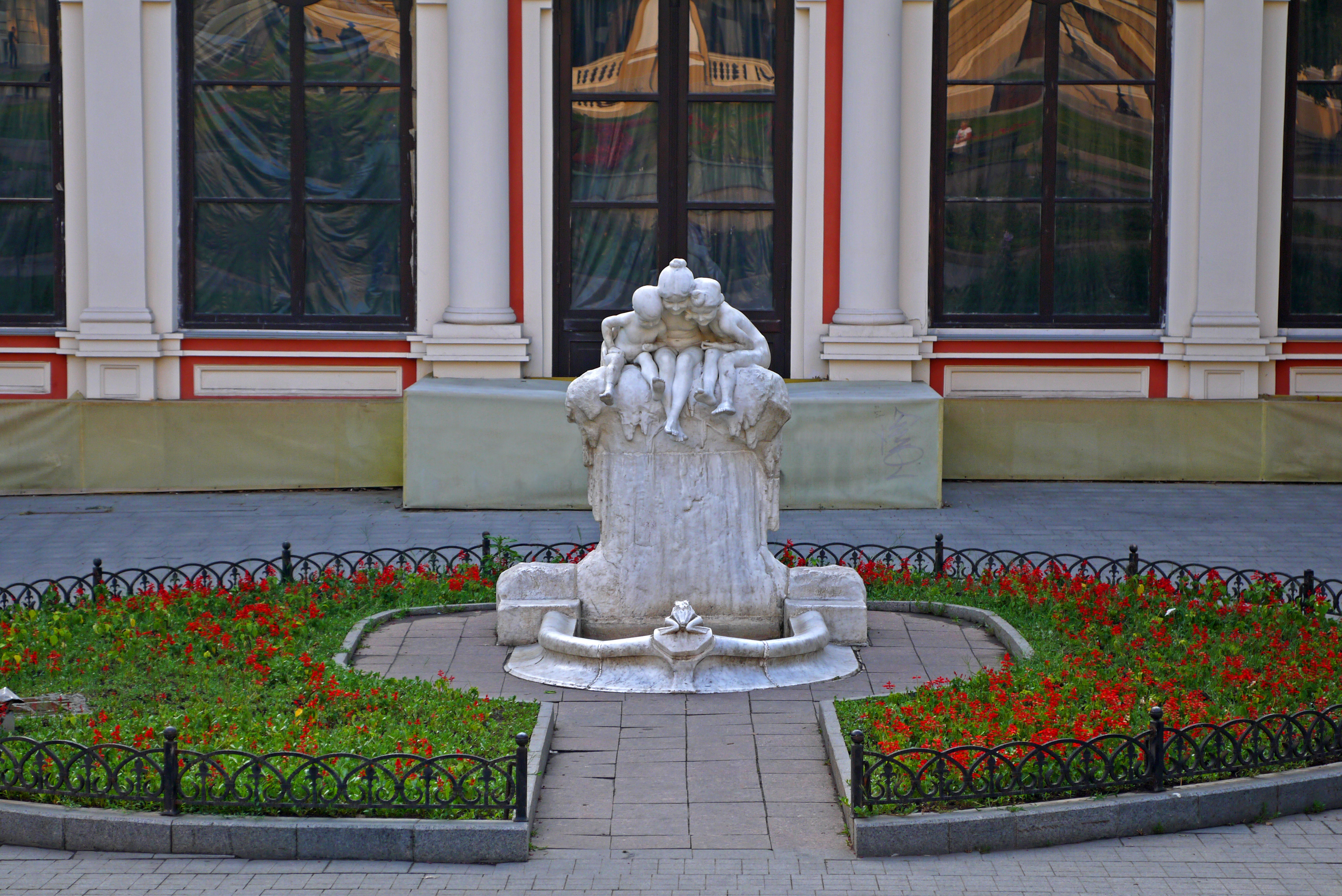
Діти і жабеня, Odessa
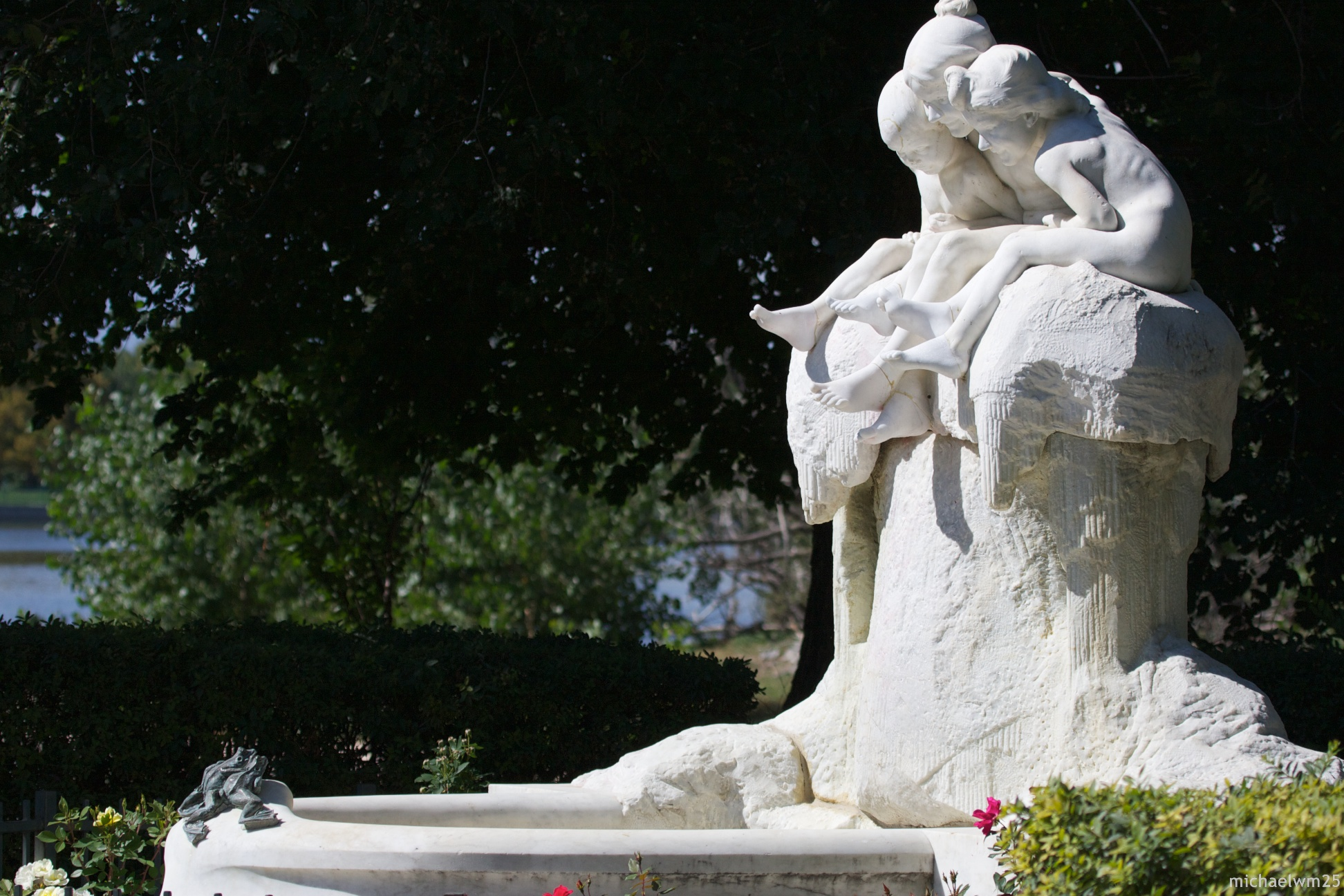
Children’s Fountain, Denver

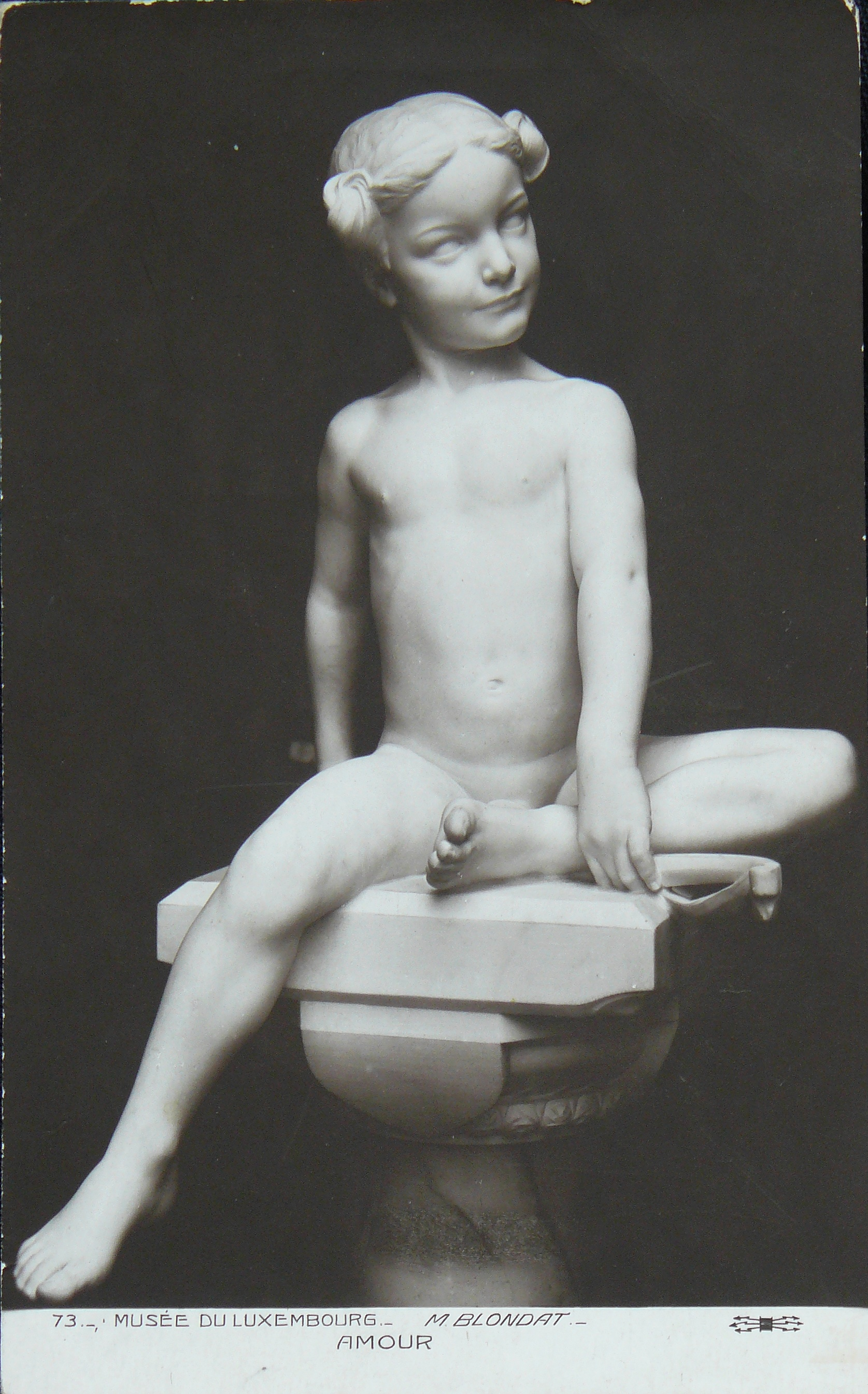
Amour (1904), Marmor, Musée du Luxembourg, Paris
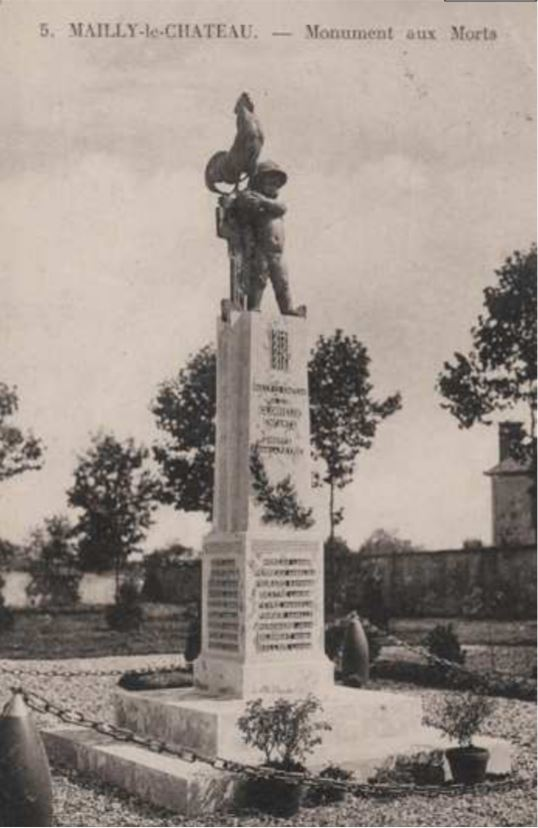
Mahnmal in Mailly-le-Château, 1923
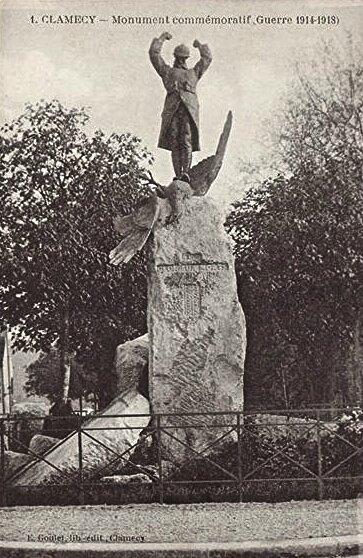
Statue eines Poilu, der den deutschen Adler zertrampelt (1922), 1940 zerstört
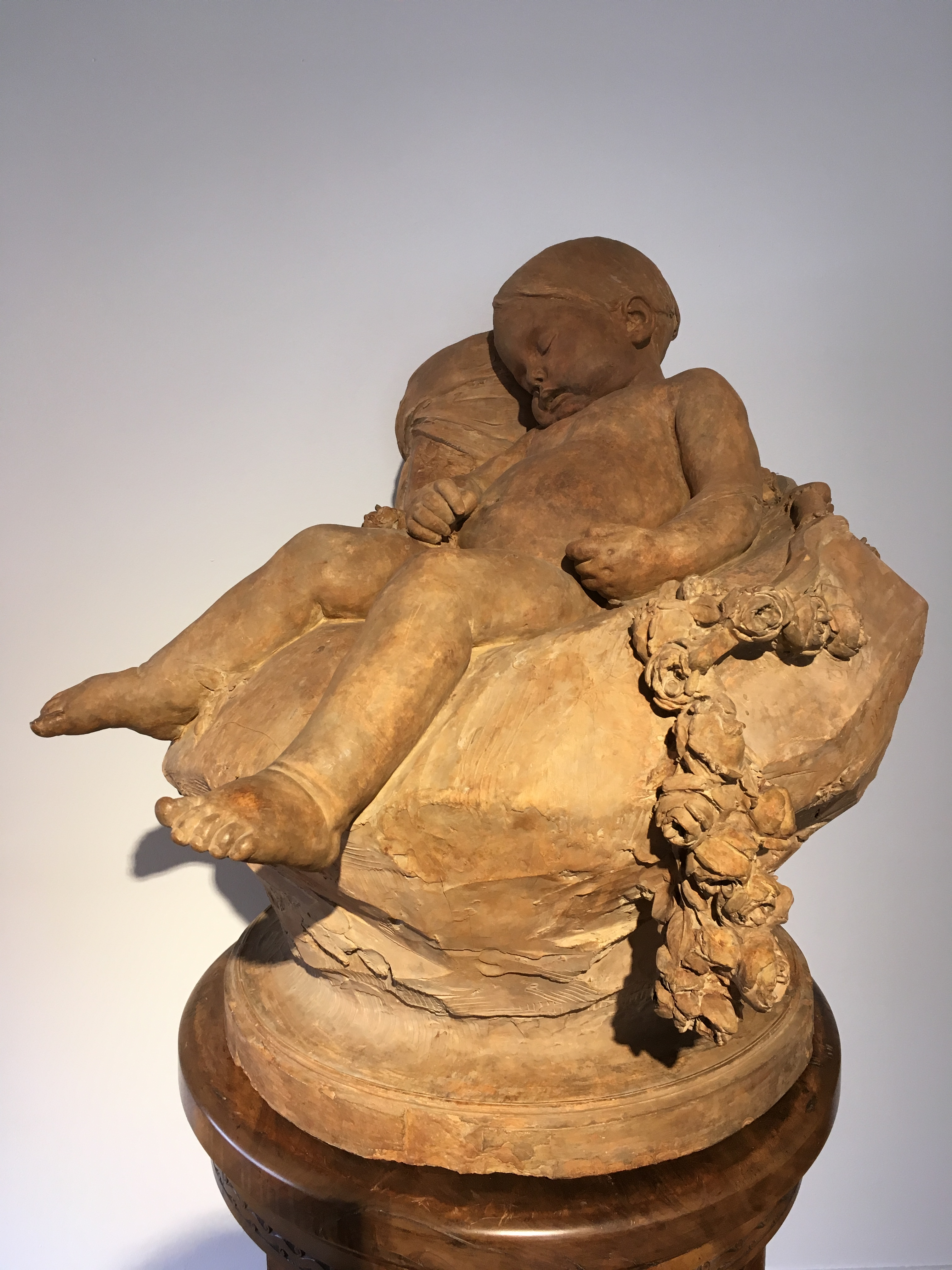
L’Amour endormi von 1910
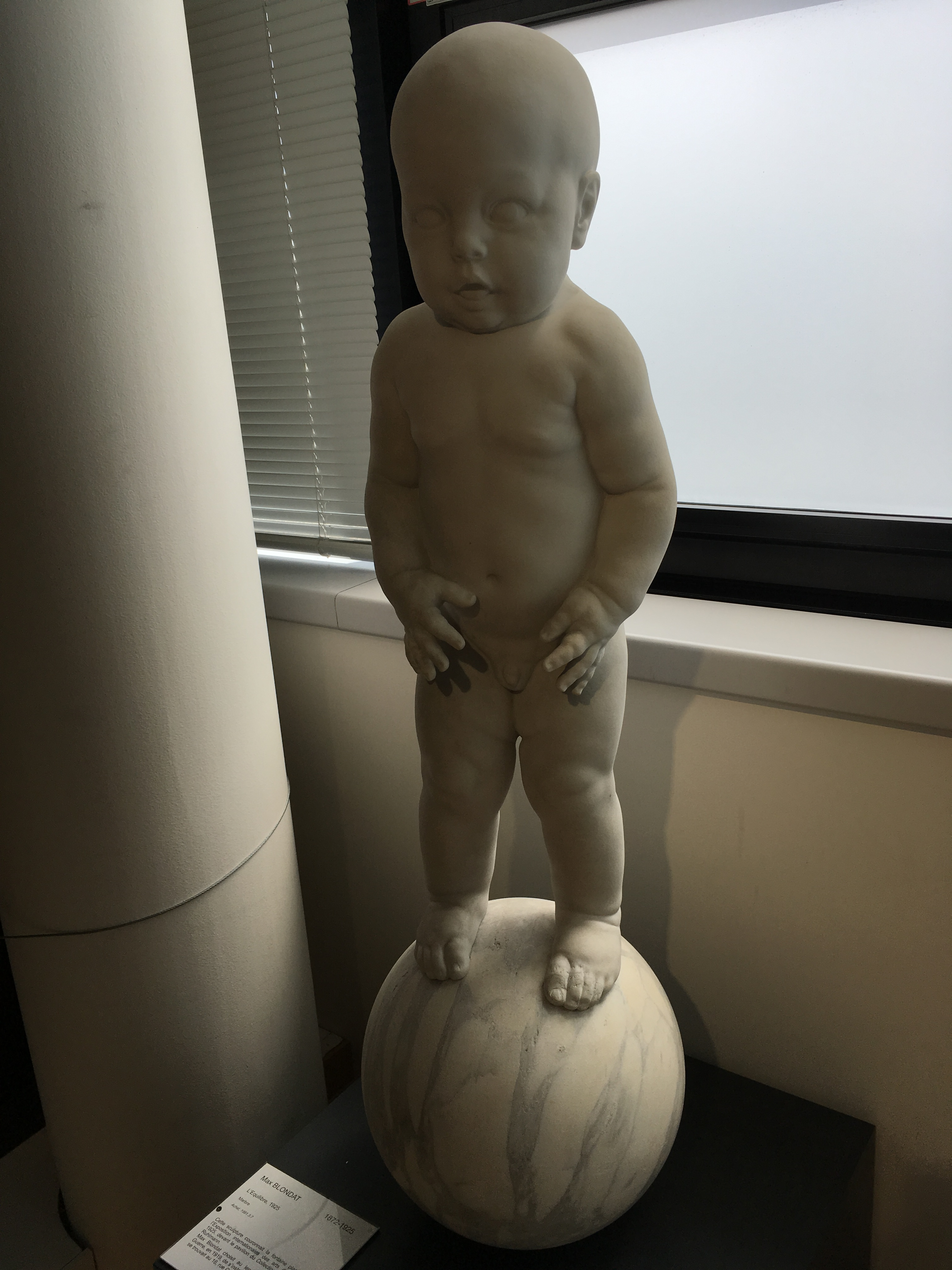
L’Equilibre von 1925

In den 1900er Jahren wurde Blondat  mit verkleinerten Ausführungen vieler seiner Skulpturen bekannt, die häufig Frauen- oder Kinderakte im Jugendstil zum Thema hatten, aber auch mit dekorativer Kunst wie Kühlerfiguren, Uhren, Aschenbecher, Salièren und andere Gebrauchsgegenständen im Stil des Art déco. Er arbeitete mit Materialien wie Holz, Stein, Terracotta, Glas und Bronze, die er oft auch vergoldete. Bei der Fertigung von Keramiken arbeitete er mit Edmond Lachenal und der Manufacture royale de porcelaine de Sèvres zusammen, bei seinen schmiedeeisern Arbeiten mit dem Kunstschmied Edgar Brandt, bei seinen Güssen unter anderem mit den Gießereien Edmond Siot-Decauville, Valsuani und Max Le Verrier sowie bei seinen Schmuckentwürfen mit Hermès.
Nach dem Ersten Weltkrieg fertigte Blondat neun Denkmale für die Toten des Krieges:
- 1921, Frauenstatue Gallia, ausgeführt von Siot-Decauville.
- 1922, in Val-de-Mercy.
- 1922, in Crain.
- 1922, weibliche Statue, in Joinville.
- 1922, Statue eines Poilu, der den deutschen Adler zertrampelt; in Clamecy, wurde während der Deutschen Besetzung Frankreichs im Zweiten Weltkrieg im Juni 1940 zerstört.
- 1923, Statue eines Kleinkindes mit Helm, das eine Kugel trägt, auf der ein (französischer) Hahn sitzt; in Mailly-le-Château.
- 1924, in Saint-Fargeau.
- 1925, ein 9,50 m großes Kenotaph Partage des lauriers, in Auxerre.
- Denkmal am Ministère de l' Intérieur (Innenministerium), Paris.

## Ausstellungen (Auswahl)
- Regelmäßige Ausstellungen auf dem Salon des Artistes Français.[2] Bei seiner Premiere 1890 zeigte Blondat ein Gipsmedaillon.[1]
- Weltausstellung Paris, 1900[2]
- Salon in Paris, 1904[2]
- Jeunesses, Salon des Artistes Français, Paris 1907[2][11]
- Jeunesses, Jubiläumsausstellung Works of Modern Artists, Royal Glasgow Institute of the Fine Arts, Glasgow 1911[12]
- Jeunesses, Sommerausstellung der Royal Academy of Arts, London 1911[12]
- Musée départemental de l’Oise, Beauvais 1979[13]
- Atlas, Exposition internationale des Arts Décoratifs et industriels modernes, Paris 1925[3]
- Einige seiner Werke sind im Musée des années 30 in Boulogne-Billancourt zu sehen,[9] darunter L’Amour endormi von 1910 und L’Equilibre von 1925.

## Auszeichnungen
- Mention honorable auf der Weltausstellung Paris, 1900[2]
- Médaille de première classe, Salon in Paris, 1904[2]
- Croix de guerre 1914–1918[9]
- Offizier der Ehrenlegion, 1925[14]
- Die Straßen Rue Max Blondat in Auxerre[15] und Rue Max Blondat in Boulogne-Billancourt[16] sind nach dem Künstler benannt.